# آب‌انبار حاجی‌آباد (بافق)
آب‌انبار حاجی‌آباد مربوط به دوره قاجار است و در شهرستان بافق، بخش بهاباد، روستای جاجی آباد واقع شده و این اثر در تاریخ ۱۱ مرداد ۱۳۸۴ با شمارهٔ ثبت ۱۲۶۶۰ به‌عنوان یکی از آثار ملی ایران به ثبت رسیده است.